# Ода на рабство
«Ода на рабство» — ода, написана у 1783 році Василем Капністом та опублікована у 1806. Ода стала другим написаним Капністом твором. У ній він засуджував тогочасну імперську владу та виступав за повернення Гетьманщини. Лірика, використана у творі увібрала в себе характерні для кінця XVIII століття вияви сентименталізму та класицизму.

## Переклади українською
8 вересня 2023 року, в газеті "Сурма", в опублікованій статті про Василя Капніста "Забутий патріот Капніст", були перекладені, українським поетом Станіславом Йосипенком, уривки твору Василя Капніста «Оди на рабство».